# Biomedicin
Biomedicin, også kendt som teoretisk medicin, molekylær medicin og medicinalbiologi er en naturvidenskabelig disciplin, der er nært beslægtet med lægevidenskab, dyrlægevidenskab, farmaci, biokemi, kemi, biologi, histologi, genetik, anatomi, fysiologi, patologi og bioteknologi.
Biomedicin bidrager bl.a. til udvikling af nye behandlingsformer og lægemidler gennem forskning i hvordan og hvorfor sygdomme som f.eks. kræft opstår. Derudover bidrager det også til grundforskningen, så vi bliver klogere på menneskekroppen og de mekanismer der enten holder os i live eller gør os syge.
I Danmark foregår uddannelse og forskning inden for biomedicin på Syddansk Universitet, Roskilde Universitet, Aarhus Universitet, Aalborg Universitet og Københavns Universitet.